# Molino de Aixerrota
El Molino de Aixerrota es un molino de viento situado en los acantilados de La Galea en Santa María de Guecho, municipio de Guecho (Vizcaya, España). El origen del nombre no es otro que molino de viento en euskera (aixe (haize), viento y errota, molino).

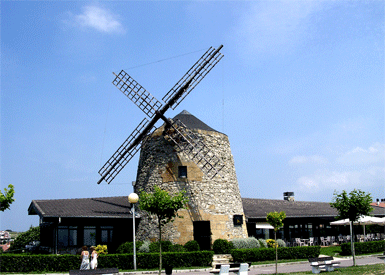
Molino de Aixerrota.

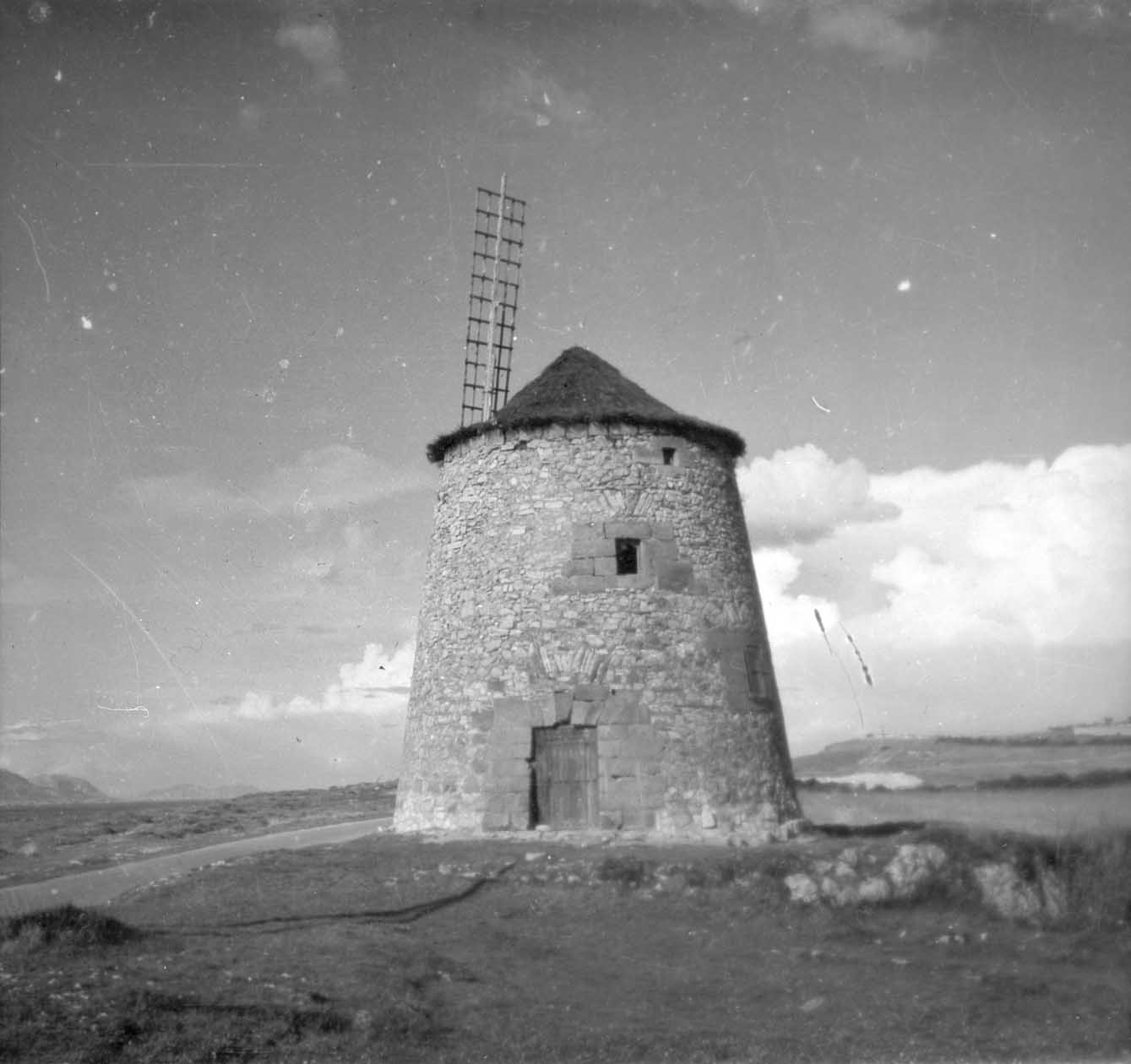
En 1957

El molino se construyó en el año 1727, con motivo de una prolongada sequía que afectó al Señorío de Vizcaya a principios del siglo XVIII. Al parecer, un inglés ávido de dinero, construyó un molino de viento que no necesitara agua para moler el trigo. Una vez que la sequía hubo pasado, los molinos tradicionales volvieron a tener grano que moler y con el paso de los años el molino de Aixerrota se dejó de emplear con ese fin.
La arquitectura del molino poco tiene que ver con los típicos molinos de viento de La Mancha. Mientras que los molinos manchegos son de forma cilíndrica, los vizcaínos en general tienen forma de cono truncado. Por otro lado, los molinos vizcaínos son bastante más recientes que los manchegos, pues mientras estos últimos datan de finales del siglo XVI, los vizcaínos fueron construidos en el XVIII.
Actualmente y desde la remodelación de finales del siglo XX, el molino alberga una galería de pintura y, en el edificio anexo, un restaurante.

## Novela sobre el molino de Aixerrota
En el año 2014, el escritor guechotarra Pedro Fernández Puig publicó la novela "Aixerrota, el legado del Irlandés", en la que manteniendo los elementos históricos de su época (el irlandés Edmundo O'Shea, o las machinadas) da vida a la aventura de su construcción (Ediciones Cívicas).